# إيزابيل دانيلز
إيزابيل دانيلز (بالإنجليزية: Isabelle Daniels)‏ هي منافسة ألعاب القوى أمريكية، ولدت في 31 يوليو 1937 في جاكين في الولايات المتحدة، وتوفيت في 8 سبتمبر 2017 في أتلانتا في الولايات المتحدة.

## وصلات خارجية
- إيزابيل دانيلز على موقع اللجنة الأولمبية الدولية (الإنجليزية)
- إيزابيل دانيلز على موقع أوليمبيديا (الإنجليزية)
- إيزابيل دانيلز على موقع قاعة جورجيا للمشاهير الرياضية (مؤرشف) (الإنجليزية)